# Герцог Деказ
Герцог Деказ (фр. Duc Decazess) — французский аристократический титул. Он был создан 20 февраля 1820 года королем Людовиком XVIII для французского государственного деятеля Эли Деказа (1780—1868). Он занимал должности префекта полиции Парижа (1815), члена палаты депутатов от департамента Сена (1815—1816), министра полиции (1815—1818), министра внутренних дел (1818—1820) и премьер-министра Франции (1819—1820). В 1816 году он получил титул графа Деказа. В 1818 году после своего второго брака Эли Деказ получил датский наследственный титул  герцога Глюксберга . В 1822 году этот титул был признан во Франции.

## Список герцогов Деказ
- 1820—1860: Эли Луи Деказ, 1-й герцог Деказ и Глюксберг (28 сентября 1780 — 24 октября 1860), премьер-министр Франции (1819—1820). Сын Мишеля Деказа (1747—1832) и Катрин де Триган де Бомон (1750—1834)
- 1860—1886: Луи-Шарль-Эли Деказ, 2-й герцог Деказ и Глюксберг (29 мая 1819 — 16 сентября 1886), министр иностранных дел Франции (1873—1877), старший сын предыдущего от второго брака
- 1886—1912: Жан-Эли-Октав-Луи-Север-Аманьен Деказ, 3-й герцог Деказ и Глюксберг (30 апреля 1864 — 30 августа 1912), единственный сын предыдущего
- 1912—1941: Луи-Жан-Виктор-Север Деказ, 4-й герцог Деказ и Глюксберг (24 февраля 1889 — 2 июня 1941), старший сын предыдущего
- 1941—2011: Эли-Луи-Анри-Кристиан Деказ, 5-й герцог Деказ и Глюксберг (16 мая 1914 — 17 марта 2011), старший сын предыдущего
- 2011 — настоящее время: Луи-Фредерик-Рене-Мари-Эдуар Деказ, 6-й герцог Деказ и Глюксберг (род. 1946), единственный сын предыдущего.